# Har Pelech
Har Pelech (hebrejsky: הר פלך) je vrch o nadmořské výšce 796 metrů v severním Izraeli, v Horní Galileji.
Nachází se cca 1 kilometr východně od města Kisra-Sumej, respektive od místní části Kisra. Má podobu nevýrazného, převážně odlesněného návrší, jehož západní svahy postupně zabírá zastavěné území Kisry a z východu se sem rovněž rozšiřuje zástavba (čtvrť města Peki'in určená pro drúzské vojenské vysloužilce Šchunat Chajalim Mešuhrarim). Vrcholové partie jsou převážně zemědělsky využívané. Z jižních úbočí stéká vádí Nachal Bejt ha-Emek. Dal k jihu pak leží hrana mohutného terénního zlomu Matlul Curim s výškovým rozdílem přes 400 metrů, jenž odděluje náhorní planinu Horní Galileje od údolí Bejt ha-Kerem. V bližším okolí Har Pelech se nachází několik podobných pahorků. Přímo v Kisra-Sumej je to Har Kišor, na východ odtud zase Tel Charašim.